# Dalton (Massachusetts)
Pour les articles homonymes, voir Dalton.
Dalton est une ville du comté de Berkshire, dans le Massachusetts, aux États-Unis. Sa population s’élevait à 6 756 habitants lors du recensement de 2010.

## Démographie
| Groupe            | Dalton | Massachusetts | États-Unis |
| ----------------- | ------ | ------------- | ---------- |
| Blancs            | 96,8   | 80,4          | 72,4       |
| Métis             | 1,1    | 2,6           | 2,9        |
| Asiatiques        | 0,8    | 5,3           | 4,8        |
| Afro-Américains   | 0,7    | 6,6           | 12,6       |
| Autres            | 0,5    | 4,7           | 6,4        |
| Amérindiens       | 0,1    | 0,3           | 0,9        |
| Total             | 100    | 100           | 100        |
|                   |        |               |            |
| Latino-Américains | 1,6    | 9,6           | 16,7       |

Selon l'American Community Survey, pour la période 2011-2015, 94,83 % de la population âgée de plus de 5 ans déclare parler anglais à la maison, alors que 3,40 % l'espagnol, 0,50 % le khmer et 1,27 % une autre langue.